# Deadwood, le film
Pour les articles homonymes, voir Deadwood.
Pour plus de détails, voir Fiche technique et Distribution.
Deadwood, le film (Deadwood: The Movie) est un téléfilm américain, réalisé par Daniel Minahan et écrit par David Milch pour la chaîne HBO. C'est la continuation de la série télévisée du même nom créée par David Milch et diffusée de 2004 à 2006 qui avait été annulée après 3 saisons et 36 épisodes.

## Synopsis
En 1889, Alma Garret Ellsworth est de retour à Deadwood avec sa pupille Sofia, tandis que Calamity Jane revient pour se réconcilier avec Joanie Stubbs, qui est maintenant propriétaire du Bella Union à la suite de la mort de Cy Tolliver. Devenu sénateur George Hearst est également de retour. Il souhaite acheter les terres de Charlie Utter afin d'installer des lignes téléphoniques dans lesquelles il a investi.

## Fiche technique
- Titre original : Deadwood: The Movie
- Titre français : Deadwood, le film
- Réalisation : Daniel Minahan
- Scénario : David Milch
- Musique : Reinhold Heil et Johnny Klimek
- Direction artistique : Jason Garner et David Potts
- Décors : Maria Caso
- Costumes : Janie Bryant
- Photographie : David Klein
- Montage : Erick Fefferman	et Martin Nicholson
- Budget : 20,7 millions de $[1]
- Pays de production :  États-Unis
- Langue originale : anglais (avec quelques dialogues en chinois)
- Genre : western
- Dates de première diffusion : 
  - États-Unis : 30 mai 2019
  - France : 1er juin 2019

## Distribution
Source et légende : version française (VF) sur RS Doublage et AlloDoublage